# Distretto di Ninohe
Il distretto di Ninohe (二戸郡, Ninohe-gun?) è uno dei distretti della prefettura di Iwate, in Giappone.
Fa parte del distretto solo il comune di Ichinohe.
| Controllo di autorità | NDL (EN, JA) 00644013 |